# Chris Sunt
Christiaan (Chris) Sunt (5 februari 1955) is een Belgisch bestuurder en voormalig advocaat.

## Levensloop
Chris Sunt studeerde rechten aan de Rijksuniversiteit Gent (1978) en behaalde een Master of Laws aan de Harvard Law School van de Harvard-universiteit in de Verenigde Staten (1980).
Van 1978 tot 1982 was hij assistent aan de rechtenfaculteit van de Rijksuniversiteit Gent en van 1980 tot 2020 advocaat aan de balie van Brussel. Hij was achtereenvolgens advocaat-vennoot bij Rycken de Callataÿ; De Bandt, Van Hecke & Lagae, en Freshfields Bruckhaus Deringer. Van 2003 tot 2012 was hij tevens plaatsvervangend raadsheer van het hof van beroep van Brussel.
In 2012 werd Sunt bestuurder van Belfius Bank. In mei 2021 volgde hij Jos Clijsters als voorzitter van de raad van bestuur van Belfius Bank op. Van 2017 tot 2021 was hij tevens bestuurder van Belfius Verzekeringen.